# 花帘芋螺
花帘芋螺（学名：Conus lynceus），是新腹足目芋螺科芋螺属的一种。主要分布于印度尼西亚、中国大陆、台湾，常栖息在潮下带。